# ヴィト・パターノスター
ヴィト・パターノスター（Vito Paternoster）はイタリアのチェロ奏者。イ・ムジチ合奏団の首席チェロ奏者を務めた。アブルッツォ州バーリ居住。

## 概要
指揮者・チェロ奏者・イタリア三重奏団(Trio Italiano d'Archi)のメンバーとして活躍したAmedeo Baldovinoの指導を受け、サンタ・チェチーリア国立アカデミアを卒業する。イタリア国営放送のコンクールのチェロ部門で優勝した後にイ・ムジチ合奏団に加わる(イ・ムジチ合奏団はサンタ・チェチーリア国立アカデミアの卒業生によって設立された楽団）。
。
バッハの無伴奏ヴァイオリンのためのソナタとパルティータをチェロで演奏し、最初の録音をしたとされる。バッハ無伴奏チェロ組曲とそのアレンジ曲の録音も行っている。イタリアの南東部のバーリのニコロピッチーニ音楽院（Conservatory of Bari）で教職にも就く。2021年現在もイ・ムジチ合奏団の構成メンバーである。使用楽器は、 L. Carcassi (Florence 1792) 。
バロックオーケストラ「ラ・リラ・ディ・アンフィオーネ」を設立し、その指揮・監督も務めた。バーリ交響楽団でも指揮者や監督として活躍する。